# Mía y Moi
Mía y Moi es una película española dramática de 2021 dirigida y escrita por Borja de la Vega. Está protagonizada por Bruna Cusí, Ricardo Gómez, Eneko Sagardoy y Joe Manjón, cuatro personajes en una convivencia, nada fácil, en unos días de verano en una vieja casa aislada, rodeada de bosques de pinos.

## Sinopsis
Tras perder a su madre, Mía (Bruna Cusí) y Moi (Ricardo Gómez) se refugian en la casa familiar en el campo, en mitad de la nada. Con ellos, Biel (Eneko Sagardoy), el novio de Moi. Juntos tratarán de reponerse, sobre todo en el caso de Moi, que se recupera de una fuerte crisis nerviosa. La llegada de Mikel (Joe Majón), el exnovio de Mía, alterará la convivencia y perturbará de distinta manera a cada uno de los habitantes de la casa.

## Reparto
- Bruna Cusí como Mía
- Ricardo Gómez como Moi
- Eneko Sagardoy como Biel
- Joe Manjón como Mikel
- Raquel Espada

## Producción
La película comenzó su rodaje el 12 de agosto de 2019 y se alargó durante tres semanas y media. En mayo de 2021, se presentó en el D'A Film Festival antes de su estreno en salas el 21 de mayo.